# Imer (Itália)
Imer é uma comuna italiana da região do Trentino-Alto Ádige, província de Trento, com cerca de 1.135 habitantes. Estende-se por uma área de 27 km², tendo uma densidade populacional de 42 hab/km². Faz divisa com Siror, Canal San Bovo, Mezzano e Sovramonte (BL).
É a localidade natal da beata Maria Serafina Micheli e dos ancestrais paternos da apresentadora e cantora brasileira Xuxa Meneghel.

## Cidades irmãs
- Piraquara, Paraná, Brasil [4]